# Circonscription de Taourirt
La circonscription de Taourirt est la circonscriptions législatives marocaines de la province de Taourirt située en région Oriental. Elle est représentée dans la Xe législature par Driss Jeddi et Mohammed Nasser.

## Historique des députations
| Législature | Début de mandat  | Fin de mandat    | Députés élus | Députés élus             | Députés élus | Députés élus         |
| ----------- | ---------------- | ---------------- | ------------ | ------------------------ | ------------ | -------------------- |
| IXe         | 26 novembre 2011 | 7 octobre 2016   |              | Khalid Sbia (PI)         |              | Mohammed Nasser (UC) |
| Xe          | 8 octobre 2016   | 8 septembre 2021 |              | Driss Jeddi (PI)         |              | Mohammed Nasser (UC) |
| XIe         | 9 septembre 2021 | ?                |              | Abderrahmane Sehli (PAM) |              | Miloud Nacer (RNI)   |

## Historique des élections

### Découpage électoral d'octobre 2011

#### Élections de 2016
| Parti       | Parti                                         | Voix    | %      | Député(s) élus  |  |
| ----------- | --------------------------------------------- | ------- | ------ | --------------- |  |
|             | Parti de l'Istiqlal (PI)                      | 8 800   | 21,06  | Driss Jeddi     |  |
|             | Union constitutionnelle (UC)                  | 7 443   | 17,82  | Mohammed Nasser |  |
|             | Mouvement populaire (MP)                      | 7 251   | 17,36  |                 |  |
|             | Parti de la justice et du développement (PJD) | 6 787   | 16,25  |                 |  |
|             | Parti authenticité et modernité (PAM)         | 6 548   | 15,67  |                 |  |
|             | Parti du progrès et du socialisme (PPS)       | 1 312   | 3,14   |                 |  |
|             | Union socialiste des forces populaires (USFP) | 1 278   | 3,06   |                 |  |
|             | Fédération de la gauche démocratique (FGD)    | 851     | 2,04   |                 |  |
|             | Rassemblement national des indépendants (RNI) | 643     | 1,54   |                 |  |
|             | Front des forces démocratiques (FFD)          | 246     | 0,59   |                 |  |
|             | Parti des Néo-Démocrates (PND)                | 205     | 0,49   |                 |  |
|             | Parti Al Ahd Addimocrati (AHD)                | 202     | 0,48   |                 |  |
|             | Parti de la réforme et du développement (PRD) | 100     | 0,24   |                 |  |
|             | Parti de la renaissance et de la vertu (PRV)  | 92      | 0,22   |                 |  |
|             | Parti du centre social (PCS)                  | 21      | 0,05   |                 |  |
|             |                                               |         |        |                 |  |
| Inscrits    | Inscrits                                      | 108 432 | 100,00 |                 |  |
| Abstentions | Abstentions                                   | 66 653  | 61,47  |                 |  |
| Exprimés    | Exprimés                                      | 41 779  | 38,53  |                 |  |

#### Élections de 2021
| Parti       | Parti                                                       | Voix    | %      | Députés élus       |  |
| ----------- | ----------------------------------------------------------- | ------- | ------ | ------------------ |  |
|             | Rassemblement national des indépendants (RNI)               | 13 721  | 23,68  | Miloud Nacer       |  |
|             | Parti authenticité et modernité (PAM)                       | 13 163  | 22,72  | Abderrahmane Sehli |  |
|             | Parti de l'Istiqlal (PI)                                    | 11 452  | 19,76  |                    |  |
|             | Mouvement populaire (MP)                                    | 11 065  | 19,10  |                    |  |
|             | Union socialiste des forces populaires (USFP)               | 2 244   | 3,87   |                    |  |
|             | Parti du progrès et du socialisme (PPS)                     | 1 993   | 3,44   |                    |  |
|             | Parti de la justice et du développement (PJD)               | 1 462   | 2,52   |                    |  |
|             | Parti socialiste unifié (PSU)                               | 771     | 1,33   |                    |  |
|             | Union constitutionnelle (UC)                                | 723     | 1,25   |                    |  |
|             | Parti de l'environnement et du développement durable (PEDD) | 412     | 0,71   |                    |  |
|             | Parti de l'équité (PRE)                                     | 368     | 0,64   |                    |  |
|             | Parti de la renaissance (PAN)                               | 325     | 0,56   |                    |  |
|             | Parti vert marocain (PVM)                                   | 138     | 0,24   |                    |  |
|             | Parti de la société démocratique (PSD)                      | 64      | 0,11   |                    |  |
|             | Union marocaine pour la démocratie (UMD)                    | 42      | 0,07   |                    |  |
|             |                                                             |         |        |                    |  |
| Inscrits    | Inscrits                                                    | 117 080 | 100,00 |                    |  |
| Abstentions | Abstentions                                                 | 59 137  | 50,51  |                    |  |
| Exprimés    | Exprimés                                                    | 57 943  | 49,49  |                    |  |